# Laurent Mignon
Laurent Mignon, nacido el 28 de diciembre de 1963 en París, es banquero de inversiones y actual presidente del consejo de administración de Wendel. 

## Biografía
Laurent Mignon nació el 28 de diciembre de 1963 en París. Se graduó en HEC Paris en 1986 y en el Stanford Executive Program.
De 1986 a 1996 trabajó en Banque Indosuez, en actividades de mercado y luego en banca de inversión y financiación. En 1996 se incorporó a Schroders en Londres y luego a AGF (Assurances Générales de France) en 1997 como director financiero.
Fue nombrado miembro del Comité Ejecutivo en 1998, Director general Adjunto a cargo de AGF Bank, AGF Asset Management y AGF Immobilier en 2002, luego director general Adjunto a cargo de la división de Vida y Servicios Financieros y de Seguro de Crédito en 2003. En 2006 , fue nombrado Consejero Delegado y Presidente del Comité Ejecutivo.
Desde mediados de 2007 hasta 2009 fue socio director de Oddo & Cie.
Director general de Natixis desde 2009, asumió la dirección de BPCE el 1 de junio de 2018, sucediendo a François Pérol, que dimitió.
El 1 de septiembre de 2022 fue nombrado presidente de la Fédération Bancaire Française (FBF).
El 19 de septiembre de 2022 se anunció su salida de BPCE. De hecho, es nombrado presidente del consejo de administración de Wendel. Sucede a André François-Poncet y asumirá el cargo el 2 de diciembre de 2022.
Es director de LVMH desde 2023.